# Kyphosus analogus
Kyphosus analogus är en fiskart som först beskrevs av Gill 1862.  Kyphosus analogus ingår i släktet Kyphosus och familjen Kyphosidae. IUCN kategoriserar arten globalt som livskraftig. Inga underarter finns listade i Catalogue of Life.